# 天主教卡塔戈教區 (哥斯達黎加)
天主教卡塔戈教區（拉丁語：Dioecesis Carthadensis in Costa Rica）是哥斯達黎加一個羅馬天主教教區，屬聖何塞總教區。
教區成立於2005年5月24日，包括卡塔戈省和聖何塞省小部。2006年有教友389,155人（佔轄區總人口90.0%）、卅七個堂區、七十七名司鐸。現任教區主教為若瑟·方濟·烏略亞·羅哈斯。